# Ваља Манастириј (Горж)
Ваља Манастириј (рум. Valea Mânăstirii) насеље је у Румунији у округу Горж у општини Катунеле. Oпштина се налази на надморској висини од 197 m.

## Становништво
Према подацима из 2002. године у насељу је живело 436 становника, од којих су сви румунске националности.